# Glyptopetalum grandiflorum
Glyptopetalum grandiflorum är en benvedsväxtart som beskrevs av Richard Henry Beddome. Glyptopetalum grandiflorum ingår i släktet Glyptopetalum och familjen Celastraceae. Inga underarter finns listade.